# Gabriele Salerno
Gabriele Salerno (Torino, 12 luglio 1947) è un politico italiano.

## Biografia
Già membro del Comitato Centrale del Partito Socialista Italiano di Torino dal 1978, assessore regionale in Piemonte per l'Ambiente e l'Energia, segretario regionale del Psi piemontese e consigliere regionale in Piemonte negli anni '80, è stato deputato per tre legislature dalla IX all'XI legislatura della Repubblica Italiana (complessivamente rimane a Montecitorio dal 1983 al 1994). È stato promotore di varie battaglie e proposte di legge per la tutela dell’ambiente, fondatore e presidente della fondazione Oltre l’Età, centro studi di iniziativa sociale a favore delle persone anziane. 
Successivamente è segretario provinciale della federazione del Psi della città metropolitana di Torino.